# 후지카와 다카유키
후지카와 다카유키(일본어: 藤川 孝幸, 1962년 10월 10일 ~ 2018년 11월 15일)는 일본의 전 축구 선수이다.

## 구단 경력
1981년 일본 사커 리그의 요미우리(베르디 가와사키)에 입단했다. 1995년까지 82경기에 나서, 7번의 리그 우승을 차지했다. 1995년후 현역 은퇴.